# Lex Publilia
Lex Publilia или Leges Publiliae Philonis (Leges Publiliae Philonis de plebiscitis et ?) е закон на Римската република от 4 век пр.н.е.
През 339 пр.н.е. законът Lex Publilia е издаден от консула и диктатора Квинт Публилий Филон. Според закона трябва най-малко един от цензорите да произлиза от плебейска фамилия.